# Clematis taeguensis
Clematis taeguensis är en ranunkelväxtart som beskrevs av Yong No Lee. Clematis taeguensis ingår i släktet klematisar, och familjen ranunkelväxter. Inga underarter finns listade i Catalogue of Life.